# 김재원 (1964년)
김재원(金在原, 1964년 11월 26일~)은 대한민국의 정치인, 전직 공무원이다. 제17·19·20대 국회의원이다. 2023년 3월 국민의힘 제3차 전당대회에서 최고의원(수석)에 선출되었다. 그밖에 1987년 제31회 행정고시에 합격, 1988년부터 총무처, 내무부, 경북도청, 국무총리행정조정실(현 국무조정실) 행정사무관으로 재직했다. 1994년 제36회 사법 시험에 합격하여 1995년부터 1997년에 사법연수원을 거쳐 1997년부터 2001년까지 부산지검, 대구지검포항지청, 서울중앙지검 검사로 재직했다.

## 학력
- 1977년 하령국민학교 졸업
- 1980년 평리중학교 졸업
- 1983년 심인고등학교 졸업
- 1988년 서울대학교 법과대학 공법학사
- 1990년 서울대학교 행정대학원 행정학 석사

## 생애
김재원은 1964년 경상북도 의성군에서 태어났다. 그가 출생한 '그 마을'은 그의 선조들이 조선 예종 즉위년 무렵부터 정착해 '대대로 살던 곳'이다. 의성하령국민학교(안평초등학교 하령분교)를 졸업한 후, 안평중학교에 입학하였다가 평리중학교로 전학하여 졸업했다. 1983년에 심인고등학교를 졸업하고 서울대 법대에 입학하여 1988년에 학사 학위 취득하였다. 이후 서울대 행정대학원에 진학하여 1990년에 행정학 석사 학위 취득하였다. 같은 해 석사장교(예사16기)로 육군3사관학교에 입대해 육군 소위로 전역했다. 그는 대학 4학년이던 1987년 제31회 행정고시에 합격하여 1988년부터 총무처, 내무부, 경북도청, 국무총리행정조정실(현 국무조정실)의 행정사무관으로 약 7년간 근무했다. 국무총리실 근무중이던  1994년 제36회 사법 시험에 합격하여 1995년부터 1997년에 사법연수원을 거쳐 1997년부터 2001년까지 부산지검, 대구지검포항지청, 서울중앙지검 검사로 재직하였다.

### 정치 활동
2004년 4월 제17대 국회의원 선거에 경상북도 군위군, 의성군, 청송군 선거구에서 한나라당 소속으로 당선되어 국회에 입성하였으며 국회 농림해양수산위원, 법제사법위원, 행정자치위원을 지냈다. 또 같은 기간 동안 한나라당의 기획위원장과 정보위원장을 맡아 일했으며, 특히 2006년 5월의 지방선거 당시 당의 클린공천감찰단장을 맡아 당내 공천비리를 일소하는데 기여했다.
한편 2007년 한나라당 대통령후보 경선과정에서는 박근혜 후보의 경선룰 협상의 대리인, 검증대리인 및 대변인을 맡아 일하면서 박근혜 후보의 최측근으로 활동했으나, 2007년 8월 박근혜 후보가 당내경선에 패배하였고, 이어 2008년 3월 한나라당의 제18대 국회의원 후보공천과정에 이른바 '영남대학살'의 과정에 희생되어 공천에 탈락하자, 당의 결정에 승복하고 정계를 떠났다.
이후 중국으로 건너가 베이징 대학 국제관계학원에서 연구학자로 활동을 했고, 상하이에 있는 푸단 대학교 한국연구소 객원연구원으로서 한국과 중국 및 동북아 정세 관련 연구활동에 참여했다.
한편  2008년 11월부터 불교방송에서 《김재원의 아침저널》이라는 시사 프로그램 앵커로서 방송인으로 활동했다. 또 정치평론가로서 KBS1라디오의 열린토론 패널과 MBN, YTN, MBC, KBS TV 등에 출연하여 정치전문 평론으로 역량을 발휘했다.
2011년 7월에는 한나라당 당직개편으로 당 법률지원단장을 맡아 정치와 당에 복귀했다.
2012년 4월 제19대 국회의원 선거에 한나라당에서 당명을 바꾼 새누리당 후보로 경북 군위군 의성군 청송군 선거구에서 출마하여 72.7%의 득표율을 기록하며 재선에 성공하였다. 당선후 19대 국회에서는 국회 농림축산식품해양수산위원회의 간사를 역임하였다. 2013년 5월에는, 새누리당의 전략기획본부장을 맡아 당의 주요 전략과 중장기적 기획업무를 총괄했다.
2013년 9월에는 같은 해 10월 30일에 실시될 보궐선거의 당 공천심사위원으로서 일했다.
2013년 12월부터 2014년 2월까지 '국가정보원 개혁 특별위원회' 새누리당 간사로 활동하면서 국정원 개혁법안을 여야 합의로 통과시켰다.
2014년 1월부터는 새누리당 지방선거기획위원회 부위원장, 2월부터는 새누리당 중앙당 공직후보자추천관리위원회 부위원장으로 활동했다.
2014년 5월, 새누리당 원내수석부대표로 선출되어 2015년 1월까지 이완구 원내대표와 환상의 콤비로 평가받으며 세월호특별법 협상과 2015년 예산안 처리를 주도했다.
2015년 2월에는 박근혜 대통령에 의해 대통령정무특별보좌관에 임명되어 청와대와 여당 및 야당과의 정무적 조정역할을 담당해왔다.
2016년 4월에 열린 20대 총선에서는 경선에서 김종태 의원에게 패배하여 출마하지 못하였다.
2016년 6월 8일에는 박근혜 대통령에 의해 대통령정무수석에 임명되어 대통령을 보좌해왔다. 2013년부터 2015년까지 대한컬링연맹 회장을 엮임했다.
2017년 4월 12일에는 상주시 군위군 의성군 청송군 지역구에서 실시된 국회의원 보궐선거에 자유한국당 후보로 출마하여 당선되어 제20대 국회의원으로 복귀했다.
2018년 10월부터 2020년 5월까지 국회 에너지특위 위원장으로 일했다.
2020년 1월 10일 자유한국당 총선공약개발단 총괄단장에 임명됐다. 그해 21대 국회의원 총선에서 상주 군위 의성 청송 지역구 공천을 신청하였으나 컷오프 되고 중랑을 지역구에서 윤상일 전 국회의원과 경선을 치루게 되었다. 경선결과 윤상일 전 의원에게 패배하였다.

## 논란

### 최순실 관련 위증 의혹
2010년 신동욱 공화당 총재가 재판을 받을 때 법정에서 “박근혜 대통령은 최태민 일가와 2004년 이후 완전히 연락을 끊었다”고 법정에서 증언하여 위증 의혹을 받고 있다. 이에 대해 김재원 전 의원은 박근혜 대통령과 최순실의 관계를 잘 모르는 상태에서 진술한 것으로 안봉근,이춘상 보좌관이 정리해준 내용일 뿐이라고 관련 의혹을 부인하였다.

### 국정원 특수활동비 유용하여 여론조사 실시 혐의 재판
4·13 총선 전 대구·경북지역 경선 관련 여론조사비 5억 원을 국정원에 대납하도록 하는 데 관여한 혐의를 받고 있다. 2018년 10월 5일 서울중앙지법에서 열린 1심에서 무죄를 선고받았다. 또 2019년 4월 12일 서울고등법원 2심 재판에도 무죄판결을 받았다

### 김주수 전 차관의 음주운전사건에 외압을 행사하여 기소강도를 낮췄다는 논란
2018년 6월 19일 김주수 전 차관의 음주운전사건에 외압을 행사하여 기소강도를 낮췄다는 셀프 자백 영상이 올라와 논란이 되고 있다. 단순 음주운전도 아니고 인명피해가 발생한데다 사후처리도 안 한 뺑소니 사건이라 당시에 벌금형에 그쳤던 것도 여론에서 논란이 되었는데 이 솜방망이 처벌의 뒤에 자신이 있었다고 스스로 밝힌 것. 해당 발언의 시점은 4년 전인 제6회 지방선거 지원 유세과정에서 한 것으로 밝혀졌다.

### 더불어민주당 대선 경선 선거인단 신청 논란
김재원 국민의힘 최고위원이 7월 11일 페이스북에 추미애 예비후보를 찍겠다며 국민선거인단을 신청해 논란이 있었다. 김재원은 "김부선이 지지 선언을 하면 몰라도 이재명 후보에게는 손이 가지 않는다. TV에 나와 인생곡으로 여자대통령을 한 곡조 뽑은 추미애 후보에게 마음이 간다"며 경선 선거인단에 신청하며 정권 교체에 힘을 보태달라고 부탁했다. 이에 대해 '무력을 동원하여 경선을 방해한다'라는 얘기가 나오나 김재원은 "왜 화를 내는지 모르겠다. 자기들이 나한테 선거인단이 되어달라고 하지 않았느냐?"라며 "내가 만약에 이재명이었다면 '내가 가장 쌘 사람이라 겁이 나느냐, 그래도 쌘 주먹끼리 한 판 붙도록 나를 찍어주면 좋겠다'라고 말했을 것이다"라고 해명했다.

## 역대 선거 결과
|  | 47.15% |

|  | 72.67% |

|  | 47.52% |

## 소속 정당
| 소속 정당 | 소속 정당  | 소속 기간 | 비고      |
| --------- | ---------- | --------- | --------- |
|           | 한나라당   | 2003~2012 | 정계 입문 |
|           | 새누리당   | 2012~2016 | 당명 변경 |
|           | 무소속     | 2016      | 탈당      |
|           | 새누리당   | 2016~2017 | 복당      |
|           | 자유한국당 | 2017~2020 | 당명 변경 |
|           | 미래통합당 | 2020      | 합당      |
|           | 국민의힘   | 2020~현재 | 당명 변경 |

## 같이 보기
- 군위군·의성군·청송군
- 군위군의 국회의원
- 의성군의 국회의원
- 청송군의 국회의원
- 상주시·군위군·의성군·청송군
- 상주시의 국회의원
- 대한민국의 대통령비서실 수석비서관